# Bi Shumin
Bi Shumin (xinès simplificat: 毕淑敏) (Yining, 1952) és una metgessa militar, psicòloga i escriptora xinesa. Una de les representants de "New Experience Writing", una escola literària que es va originar el 1993 a Pequín, que afirma que les experiències personals dels escriptors haurien de ser la base de l'escriptura literària. Un escriptor necessita algunes raons per escriure una novel·la. "Per la meva part, la meva experiència de fa dues dècades ha fomentat un gran interès per l'ésser humà. Mentre escric, sempre presto especial atenció a la vida i la mort, que és el tema persistent de les meves novel·les", va dir Bi Shumin.

## Biografia
Bi Shumin va néixer l'octubre de 1952 a Yining província de Xinjiang (Xina). Va graduar-se a l'Escola d'Idiomes Estrangers de Pequín, on es va especialitzar en rus.
En plena Revolució Cultural, el 1969 Bi a l'edat de setze anys, es va allistar a l'exèrcit i va ser enviada a les muntanyes de Kunlun (喀喇昆仑 山脉) al nord del Tibet. Va fer d'infermera i després de metgessa de l'Exèrcit Popular d'Alliberament, i va romandre al Tibet durant 11 anys.
Quan va tornar a Pequín, el 1979, va continuar exercint la seva professió de metge: va treballar com a cap de clínica en un hospital d'una fàbrica de coure i després es va fer càrrec d’un institut de recerca.
El 1998, es va assabentar que Lam Mengping (林孟平), professora de psicologia de la Universitat xinesa de Hong Kong, estava de visita a Pequín per fer conferències a la Universitat Normal de Pequín. Apassionada de la psicologia,va decidir deixar d'escriure i va tornar a estudiar, en aquest cas psicologia, fins a completar el doctorat, que va obtenir el 2002. Amb els seus amics, va fundar una clínica de psicoteràpia.

### Medicina i literatura
El 1987, als 35 anys, motivada pel desig de relatar la seva experiència com a doctora al Tibet, es va matricular en literatura xinesa a la Universitat Normal de Pequín i va començar a escriure.
La seva primera publicació, 昆仑殇 "Kunlun shang" (Mort a la muntanya Kunlun), una història sobre els sacrificis dels soldats i oficials estacionats al Tibet, va aparèixer el 1987. Després va continuar escrivint sobre les dificultats que van patir els militars xinesos a l'altiplà tibetà. sobretot les dones en un món predominantment masculí.
Però la part més important de la seva obra està influenciada per la seva experiència com a metgessa i com psicòloga:
- En la seva primera novel·la 红 处方 (Recepta vermella) retrata els drogodependents en un centre de desintoxicació.[4]
- El 1994, va cridar l'atenció de crítics i lectors amb 预约 死亡 (Cita amb la mort) on reflexiona a manera de reportatge,sobre el tema dels pacients moribunds i les seves famílies, intentant demostrar que es pot preparar dignament la mort i el dol.
- La seva novel·la "Zhengjiu rufang" (Salvar els pits) explora els efectes del càncer de mama sobre les dones
- El 2003 va escriure 花冠病毒 "Coronavirus" basada en la seva experiència de la lluita contra el SARS, que no es va publicar fins al 2012
- El 2005 va publicar 血 玲珑, en anglès "Blood Crystal" on retrata el problema d'una dona que té un a filla amb anèmia galopant perquè la medul·la òssia ja no produeix els glòbuls i les plaquetes necessàries per renovar la sang. Cal fer un trasplantament per salvar-la, però les anàlisis mostren que el pare biològic no és qui es pensa ... És una història que ha inspirat molts guions, com el de pel·lícula de Wang Xiaoshuai, 左右 (In Love We Trust) estrenada el 2007.[4]
- El 2007 a 女 心理 师 "Nü xinli shi" (Una dona psicòloga) explica com una psicòloga manté la seva autoritat professional quan tracta amb els seus pacients que li demanen consell, mentre intenta solucionar les seves pròpies desordenades relacions amb el seu marit i el seu amant. .

En unes declaracions Bi va definir el seu tipus d'escriptura: "Un escriptor necessita algunes raons per escriure una novel·la. Per la meva banda, la meva experiència fa dues dècades ha fomentat un gran interès pels éssers humans. Mentre escric, sempre poso especial atenció en la vida i la mort, que és el tema persistent de la meva novel·les "